# Die Pfeiler der Macht (Film)
Die Pfeiler der Macht ist ein zweiteiliger deutscher Fernsehfilm aus dem Jahr 2016 nach Ken Folletts gleichnamigem Roman unter der Regie von Christian Schwochow, der im Januar 2016 im ZDF ausgestrahlt wurde.

## Handlung
Das Londoner Bankhaus Pilaster genießt im viktorianischen England des 19. Jahrhunderts größte Reputation. Seth Pilaster (Rolf Hoppe) steht dem familiengeführten Unternehmen mit seinen Söhnen Samuel (Axel Milberg) und Joseph (Thorsten Merten) vor. Zwar repräsentieren die drei nach außen hin die Funktionalität des Hauses, jedoch ist das Familienleben von Streitigkeiten geprägt. Besonders Hugh (Dominic Thorburn), das jüngste Mitglied, kann sich nicht in den Familienkorpus integrieren. Seit sich sein Vater nach dem Bankrott seiner Textilfirma in der Wirtschaftskrise 1866 das Leben genommen hat, lebt er unter der Obhut seines Onkels Joseph und dessen machtgieriger Frau Augusta (Jeanette Hain). Zwar ist er begabt und fleißig, doch bringen ihm diese Eigenschaften nichts, da Edward (Daniel Sträßer), der Sohn Josephs, von diesem privilegiert wird um eines Tages die Führung des Familien-Unternehmens zu übernehmen.
Um seine Isolationserfahrung zu verarbeiten, treibt sich Hugh in den Kneipen des Londoner Armenviertels herum, wo er Maisie (Laura de Boer) kennenlernt, die sich und ihre todkranke Tochter mit Diebstählen über Wasser hält. Da er aber weder für seine berufliche Laufbahn noch für die Beziehung mit Maisie optimistische Aussichten hat, geht er nach Amerika und kommt sechs Jahre später um 1880 mit seiner Frau, der emanzipierten Sängerin Nora (Yvonne Catterfeld), als respektierter Banker zurück nach London. Dort ist Maisie inzwischen mit Hughs bestem Freund, dem jüdischen Bankierssohn und Träumer Solly Greenbourne (Albrecht Abraham Schuch) verheiratet. Ihr kleiner Sohn ist Hughs eigener. Hugh macht dem Bankhaus Pilaster ein Fusionsangebot mit US-Partnern. Doch hat dort mittlerweile der südamerikanische Libertin Mickey Miranda das Sagen: er hat sowohl Juniorchef Edward, als auch dessen Mutter Augusta fest im Griff und verführt sogar Edwards fromme Frau Florence (Gloria Endres de Oliveira). Mickey plant, für seinen Vater Geld und Waffen für einen politischen Umsturz in dessen Heimatland zu besorgen.

## Hintergrund
Die Dreharbeiten fanden vom 15. September 2014 bis zum 21. November 2014 mit 1000 Komparsen in Dublin und zum Teil auf berühmten Landsitzen in der Umgebung statt. Trotz der internationalen Besetzung wurde auf Deutsch gedreht. Nur der britische Hauptdarsteller Dominic Thorburn musste synchronisiert werden.
Regisseur Christian Schwochow, Absolvent der Filmakademie Baden-Württemberg, war es wichtig, den Hang zur Selbstinszenierung und zum Posieren im viktorianischen England formal auf den Film zu übertragen: „Diese Schrägheit und Schrillheit habe ich versucht zu überhöhen, und zwar in allem, im Dekor, in der Farbigkeit, in der Art der Arrangements, die etwas sehr Gesetztes, Choreografiertes und dadurch Gemäldehaftes haben. Das reicht bis zur Spielweise der Schauspieler, die keine naturalistische ist. Sie haben ihre Figuren, deren Sehnsüchte und Konflikte sehr ernst genommen, spielen aber immer drei Millimeter über der Realität.“
Der erste Teil wurde im ZDF am 25. Januar 2016 gesendet, der zweite Teil am 27. Januar. Beide Teile waren schon zwei Tage vorher in der Mediathek online abrufbar.

## Rezeption

### Kritiken
Thomas Gehringer von tittelbach.tv urteilte: „Der Zweiteiler […] Die Pfeiler der Macht ist die interessanteste Follett-Verfilmung mit deutscher Beteiligung bisher. Üppiges Unterhaltungsfernsehen nach einem Drehbuch, das sich zum Teil erheblich vom Roman entfernt. Ein Familiendrama mit starkem Ensemble, ein Kostümrausch in opulentem Szenenbild und eine Inszenierung mit Fantasie und einer Prise Humor – zumindest im ersten Teil. Im zweiten Teil tritt das Melodram stark in den Vordergrund, die Arme-Leute-Perspektive geht verloren und die gesellschaftskritischen Aspekte bleiben unterbelichtet.“
Bei der Süddeutschen Zeitung wertete David Denk: „Gedreht vor allem in Dublin und Umgebung, ist Die Pfeiler der Macht trotz eines für deutsche Fernsehverhältnisse üppigen Budgets von acht Millionen Euro keine reine Materialschlacht, sondern Ausstattungs- und Schauspielerfilm zugleich. Und – auch wenn er im zweiten Teil melodramatische Schlagseite bekommt – ein großer Spaß.“ Auch Ulla Hanselmann von der Stuttgarter Zeitung bescheinigt dem Film eine „augenzwinkernde Exaltiertheit“: „Der Auftritt der Bankdirektoren gerät so zur musicalhaften Choreografie; das Frust-Fressen von Hughs Cousine Clara (Maria Dragus), die mit Rollenzwängen hadert, wird karikierend überspitzt.“
Michael Hanfeld von der Frankfurter Allgemeinen Zeitung schrieb: „Der Regisseur Christian Schwochow hat schon einige großartige Stücke hingelegt (zuletzt Bornholmer Straße) und auch bewiesen, dass er große Vorlagen bewältigen kann (Uwe Tellkamps Der Turm). Aber mit Die Pfeiler der Macht musste er wohl auf Nummer sicher gehen, um dem ZDF einen Zweiteiler zu bescheren, der auch ins Vorweihnachtsprogramm gepasst hätte: opulentes Kostümfernsehen mit großer Besetzung (aus der Jeanette Hain als Oberintrigantin heraussticht), ab und an Dialogwitz und schließlich eine seifenopernartige Lovestory. Ein paar Längen hat das Ganze allerdings auch.“
Weniger positiv äußerte sich Felix Müller von der Berliner Morgenpost, der bereits Follets Vorlage von 1994 eine „vorhersehbare, sprachlich oft bedrückend karge [...] Buddenbrooks-Version für die Bahnhofsbuchhandlung.“ nannte: Es sei dem Film leider deutlich anzumerken, dass Follets Charaktere „zwischen Schwarz und Weiß keine Graustufen kennen“. Trotz vieler Freiheiten gegenüber dem Roman konserviere der Film dessen kitschigen Kern.
Vollends verrissen wurde Die Pfeiler der Macht schließlich von Heike Kunert in Die Zeit: „Dialoge, Musik, Handlungsverlauf: In dem ZDF-Zweiteiler Pfeiler der Macht will einfach nichts funktionieren. Nur zwei junge Schauspieler stemmen sich gegen das Fiasko. […] Schwochow hat sich mit diesen 180 Minuten keinen Gefallen getan und uns erst recht nicht. Man wird den Eindruck nicht los, dass er selbst nicht so richtig weiß, was er mit all der Follett’schen Fülle anfangen sollte; wie ein Kind, das mit dem Schmuck seiner Mutter spielt – dies und jenes mal ins Licht hält, die eine Kette fallenlässt, die andere wieder aufhebt und zum Schluss des ganzen Gefunkels so überdrüssig ist, dass es die Kette zerreißt.“

### Einschaltquoten
Die Erstausstrahlung des ersten Teils von Die Pfeiler der Macht am 25. Januar 2016 wurde in Deutschland von 5,47 Millionen Zuschauern gesehen und erreichte einen Marktanteil von 15,9 % für das ZDF. Der zweite Teil hatte 3,98 Millionen Zuschauer, was einem Marktanteil von 12 % entsprach.